# Championnats du monde de cyclisme sur piste 2004
Navigation
Championnats du monde 2003 Championnats du monde 2005
Les championnats du monde de cyclisme sur piste 2004 se sont déroulés à Melbourne en Australie du 26 au 30 mai.

## Pays participants
Ces championnats du monde ont réuni 297 participants venus de 43 pays (nombre d'engagés par pays entre parenthèses).
- Afrique du Sud (4)
- Algérie (1)
- Allemagne (16)
- Argentine (7)
- Australie (16)
- Autriche (2)
- Barbade (1)
- Belgique (3)
- Biélorussie (7)
- Bulgarie (2)
- Canada (3)
- Chili (6)
- Chine (4)
- Colombie (7)
- Corée du Sud (4)
- Cuba (4)
- Danemark (5)
- Espagne (13)
- États-Unis (10)
- France (15)
- Grande-Bretagne (16)
- Grèce (12)
- Hong Kong (1)
- Hongrie (1)
- Indonésie (2)
- Iran (1)
- Italie (7)
- Japon (11)
- Kazakhstan (2)
- Lituanie (8)
- Mexique (2)
- Moldavie (1)
- Nouvelle-Zélande (14)
- Pays-Bas (14)
- Pologne (5)
- Tchéquie (8)
- Russie (20)
- Slovaquie (6)
- Suisse (4)
- Thaïlande (2)
- Ukraine (12)
- Uruguay (2)
- Venezuela (1)

## Résultats

### Hommes
| Compétition            | Or                                                                       | Or             | Argent                                                               | Argent         | Bronze                                                           | Bronze         |
| ---------------------- | ------------------------------------------------------------------------ | -------------- | -------------------------------------------------------------------- | -------------- | ---------------------------------------------------------------- | -------------- |
| Kilomètre              | Chris Hoy Royaume-Uni                                                    | 1 min 01 s 599 | Arnaud Tournant France                                               | 1 min 01 s 957 | Theo Bos Pays-Bas                                                | 1 min 02 s 055 |
| Keirin                 | Jamie Staff Royaume-Uni                                                  |                | José Antonio Escuredo Espagne                                        |                | Ivan Vrba Tchéquie                                               |                |
| Vitesse individuelle   | Theo Bos Pays-Bas                                                        |                | Laurent Gané France                                                  |                | Ryan Bayley Australie                                            |                |
| Vitesse par équipes    | Mickaël Bourgain Laurent Gané Arnaud Tournant France                     |                | José Antonio Escuredo Salvador Melià José Antonio Villanueva Espagne |                | Chris Hoy Craig MacLean Jamie Staff Royaume-Uni                  |                |
| Poursuite individuelle | Sergi Escobar Espagne                                                    |                | Rob Hayles Royaume-Uni                                               |                | Robert Bartko Allemagne                                          |                |
| Poursuite par équipes  | Peter Dawson Ashley Hutchinson Luke Roberts Stephen Wooldridge Australie |                | Rob Hayles Paul Manning Chris Newton Bryan Steel Royaume-Uni         |                | Carlos Castaño Sergi Escobar Asier Maeztu Carlos Torrent Espagne |                |
| Américaine             | Juan Curuchet Walter Pérez Argentine                                     | 7              | Bruno Risi Franco Marvulli Suisse                                    | 5              | Robert Slippens Danny Stam Pays-Bas                              | 18 (-1 tour)   |
| Course aux points      | Franck Perque France                                                     | 35             | Milton Wynants Uruguay                                               | 31             | Juan Curuchet Argentine                                          | 28             |
| Scratch                | Gregory Henderson Nouvelle-Zélande                                       |                | Robert Slippens Pays-Bas                                             |                | Walter Pérez Argentine                                           |                |

### Femmes
| Compétition            | Or                           | Or | Argent                  | Argent | Bronze                      | Bronze |
| ---------------------- | ---------------------------- | -- | ----------------------- | ------ | --------------------------- | ------ |
| 500 mètres             | Anna Meares Australie        |    | Jiang Yonghua Chine     |        | Simona Krupeckaitė Lituanie |        |
| Keirin                 | Clara Sanchez France         |    | Elisa Frisoni Italie    |        | Jennie Reed États-Unis      |        |
| Vitesse individuelle   | Svetlana Grankovskaya Russie |    | Anna Meares Australie   |        | Lori-Ann Muenzer Canada     |        |
| Poursuite individuelle | Sarah Ulmer Nouvelle-Zélande |    | Katie Mactier Australie |        | Elena Tchalykh Russie       |        |
| Course aux points      | Olga Slyusareva Russie       | 39 | Vera Carrara Italie     | 31     | Belem Guerrero Mexique      | 30     |
| Scratch                | Yoanka González Cuba         |    | Mandy Poitras Canada    |        | Olga Slyusareva Russie      |        |

## Tableau des médailles
| Rang | Nation           | Or | Argent | Bronze | Total |
| ---- | ---------------- | -- | ------ | ------ | ----- |
| 1    | France           | 3  | 2      |        | 5     |
| 2    | Australie        | 2  | 2      | 1      | 5     |
| 2    | Royaume-Uni      | 2  | 2      | 1      | 5     |
| 4    | Russie           | 2  |        | 2      | 4     |
| 5    | Nouvelle-Zélande | 2  |        |        | 2     |
| 6    | Espagne          | 1  | 2      | 1      | 4     |
| 7    | Pays-Bas         | 1  | 1      | 2      | 4     |
| 8    | Argentine        | 1  |        | 2      | 3     |
| 9    | Cuba             | 1  |        |        | 1     |
| 10   | Italie           |    | 2      |        | 2     |
| 11   | Canada           |    | 1      | 1      | 2     |
| 12   | Chine            |    | 1      |        | 1     |
| 12   | Suisse           |    | 1      |        | 1     |
| 12   | Uruguay          |    | 1      |        | 1     |
| 15   | Allemagne        |    |        | 1      | 1     |
| 15   | États-Unis       |    |        | 1      | 1     |
| 15   | Lituanie         |    |        | 1      | 1     |
| 15   | Mexique          |    |        | 1      | 1     |
| 15   | Tchéquie         |    |        | 1      | 1     |

## Sources
- (en) Résultats complets des championnats du monde sur le site Cyclingnews.com